# Mateusz Gamrot
 (juin 2023).
Si vous disposez d'ouvrages ou d'articles de référence ou si vous connaissez des sites web de qualité traitant du thème abordé ici, merci de compléter l'article en donnant les références utiles à sa vérifiabilité et en les liant à la section « Notes et références ».
Mateusz Gamrot, né le 11 décembre 1990 à Bielsko-Biała en Pologne, est un pratiquant polonais d'arts martiaux mixtes (MMA).

## Palmarès en arts martiaux mixtes
| 29 combats     | 25 victoires | 3 défaites |
| Par KO         | 8            | 0          |
| Par soumission | 5            | 0          |
| Sur décision   | 12           | 3          |
| Sans décision  | 1            | 1          |

| Résultat | Record   | Adversaire            | Méthode                             | Événement                            | Date              | Round | Temps | Lieu                           | Notes                     |
| -------- | -------- | --------------------- | ----------------------------------- | ------------------------------------ | ----------------- | ----- | ----- | ------------------------------ | ------------------------- |
| Victoire | 25-3 (1) | Ľudovít Klein         | Décision unanime                    | UFC sur ESPN : Gamrot contre Klein   | 31 mai 2025       | 3     | 5:00  | San Antonio, Texas, États-Unis |                           |
| Défaite  | 24-3 (1) | Dan Hooker            | Décision partagée                   | UFC 305: du Plessis vs. Adesanya     | 18 août 2024      | 3     | 5:00  | Perth, Australie               | Combat de la soirée.      |
| Victoire | 24-2 (1) | Rafael dos Anjos      | Décision unanime                    | UFC 299: O’Malley vs. Vera 2         | 9 mars 2024       | 3     | 5:00  | Miami, Floride, États-Unis     |                           |
| Victoire | 23-2 (1) | Rafael Fiziev         | TKO (blessure au genou)             | UFC Fight Night: Fiziev vs. Gamrot   | 23 septembre 2023 | 2     | 2:03  | Las Vegas, Nevada              |                           |
| Victoire | 22-2 (1) | Jalin Turner          | Décision partagée                   | UFC 285: Jones vs. Gane              | 4 mars 2023       | 3     | 5:00  | Las Vegas, Nevada, États-Unis  |                           |
| Défaite  | 21-2 (1) | Beneil Dariush        | Décision unanime                    | UFC 280: Oliveira vs. Makhachev      | 22 octobre 2022   | 3     | 5:00  | Abu Dhabi, Émirats Arabes Unis |                           |
| Victoire | 21-1 (1) | Arman Tsarukyan       | Décision unanime                    | UFC on ESPN 38: Tsarukyan vs. Gamrot | 25 juin 2022      | 5     | 5:00  | Las Vegas, Nevada États-Unis   | Combat de la soirée.      |
| Victoire | 20-1 (1) | Carlos Diego Ferreira | TKO (coup de genou au corps au sol) | UFC Fight Night: Lewis vs. Daukaus   | 18 décembre 2021  | 2     | 3:26  | Las Vegas, Nevada, États-Unis  |                           |
| Victoire | 19-1 (1) | Jeremy Stephens       | Soumission (kimura)                 | UFC on ESPN: Makhachev vs. Moisés    | 17 juillet 2021   | 1     | 1:05  | Las Vegas, Nevada, États-Unis  | Performance de la soirée. |